# Garypoidea

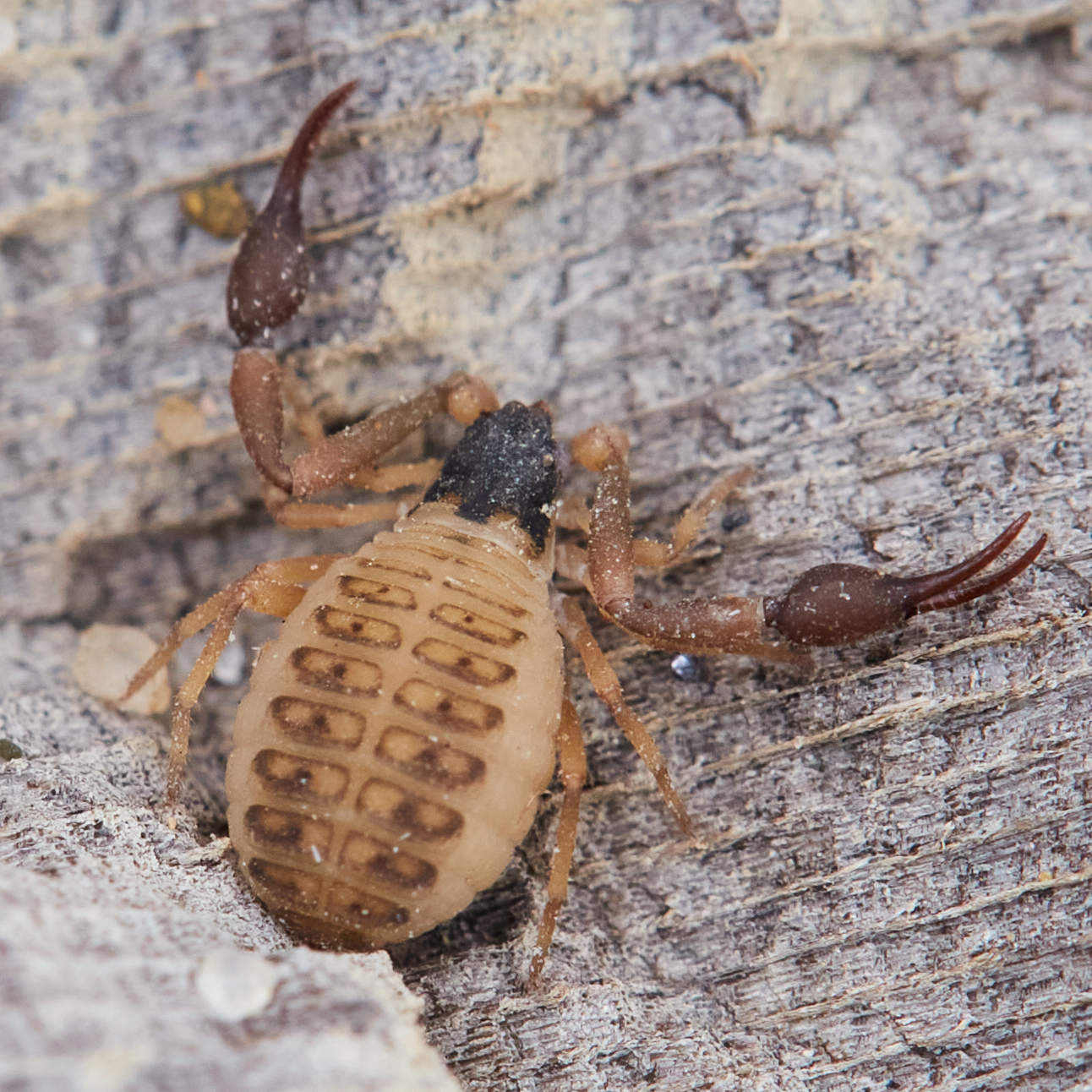
Garypus californicus

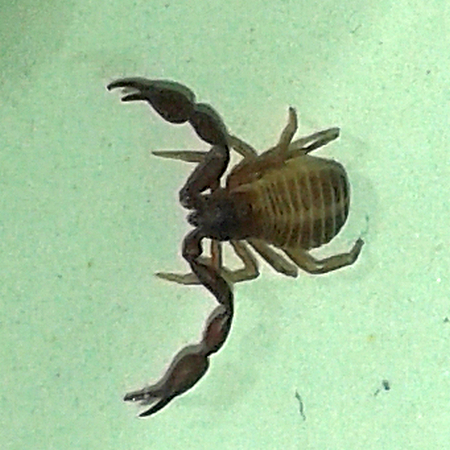
Serianus bolivianus

Garypoidea (лат.) — надсемейство псевдоскорпионов из подотряда Iocheirata.
Около 600 видов во всех регионах мира.

## Описание
Как и Neobisioidea, представители этой группы обычно имеют диплотарсатные лапки, и многие авторы включают их в подотряд Diplosphyronida. Край подвижного хелицерального пальца обычно гладкий, но на дистальном конце присутствует одиночная (иногда подразделенная) субапикальная лопасть. Пластинки внутренней части серрулы сливаются в перепончатый «парус» на проксимальном конце. Ламинальная щетинка имеется на неподвижном пальце хелицер. Субтерминальные щетинки лапок простые и острые. Карапакс может быть прямоугольным или более или менее треугольным, если смотреть сверху. Хелицеры вдвое короче карапакса. Оба пальца хелицер педипальп обычно снабжены функциональным ядовитым аппаратом. Брюшные тергиты и стерниты могут быть разделены или неразделены. Веституральные щетинки могут быть заостренными или зубчатыми. Обычно присутствуют четыре глаза.
Это надсемейство распространено в основном в тропиках и субтропиках, и лишь немногие представители населяют регионы с умеренным климатом. Их можно найти в подстилке, под корой и в мусоре на берегу моря.

## Классификация
Представители надсемейства распространены широко, но преимущественно в тропиках и субтропиках.
Включает 6 семейств (или другими авторами ограничивается четырьмя).
В ископаемом состоянии известно с мелового периода (Бирманский янтарь), а также из эоцена в балтийском, ровенском янтарях.
Число таксонов указано по Харви (Harvey, 2011):
- Garypidae Simon, 1879 — 10 родов, 77 видов
- Garypinidae Daday, 1888 — 21 род, 76 видов
- Geogarypidae Chamberlin, 1930 — 3 рода, 60 видов
- Larcidae Harvey, 1992 — 2 рода, 15 видов
- Menthidae Chamberlin, 1930 — 5 родов, 12 видов
- Olpiidae Banks, 1895 — 35 родов, 264 вида